# Jonathan Nguyễn Văn Tâm
Ngài Jonathan Stafford Nguyễn Văn Tâm MBE (sinh năm 1964) là một chuyên gia về bệnh cúm của Anh, bao gồm chuyên ngành dịch tễ học, bệnh truyền nhiễm, vắc -xin, thuốc chống vi-rút và ứng phó với đại dịch. Từ ngày ngày 2 tháng 10 năm 2017 đến cuối tháng 3 năm 2022, ông đảm nhận vai trò Phó Chủ nhiệm Y tế Anh.
Ngày 31/12/2021, Nữ hoàng Elizabeth II đã thông báo phong tước hiệp sĩ cho nhiều quan chức và nhân vật có đóng góp quan trọng cho Vương quốc Anh năm 2021, trong đó giáo sư gốc Việt Jonathan Van-Tam.

## Tiểu sử

### Đầu đời
Jonathan Nguyễn Văn Tâm sinh năm 1964 tại thị trấn Boston (Lincolnshire) trong gia đình có cha là ông Paul Jonathan Nguyen Van-Tam và mẹ là bà Elizabeth Van-Tam. Jonathan Van-Tam theo học tại Trường ngữ pháp Boston nơi ông Paul Van-Tam, là giáo viên toán học. Ông tốt nghiệp Y khoa tại Đại học Nottingham năm 1987.

### Sự nghiệp
Sau năm năm học y học lâm sàng tại bệnh viện, Văn-Tâm đã theo đuổi khóa đào tạo hàn lâm về y tế công cộng và dịch tễ học và phát triển mối quan tâm đến bệnh cúm và virus đường hô hấp, được cố vấn trong nhiều năm bởi Giáo sư Karl Nicholson. Ông trở thành Giảng viên cao cấp tại Đại học Nottingham (và Nhà tư vấn dịch tễ học khu vực, Dịch vụ phòng thí nghiệm y tế công cộng) vào năm 1997, trước khi gia nhập ngành dược với tư cách là Phó giám đốc tại GlaxoSmithKline vào năm 2000.
Vào tháng 4 năm 2001, ông chuyển đến Hoffmann-La Roche với tư cách là Trưởng phòng Y tế, trước khi vào làm cho Sanofi Pasteur vào tháng 2 năm 2002 với tư cách là Giám đốc Y khoa Vương quốc Anh.
Văn Tâm trở lại với dịch vụ y tế công vào năm 2004 tại Trung tâm chống nhiễm trùng của Cơ quan bảo vệ sức khỏe, nơi ông là Trưởng văn phòng dịch cúm cho đến tháng 10 năm 2007. Sau đó, ông trở về Nottingham với tư cách là Giáo sư chuyên ngành Bảo vệ Sức khỏe. Ông đã xuất bản hơn 100 bài báo khoa học và viết cho sách giáo khoa. Ông đã chủ trì Nhóm tư vấn chuyên gia của Trung tâm phòng chống và kiểm soát dịch bệnh châu Âu (ECDC) về vắc-xin phòng ngừa H5N1 ở người, ngồi trong Ủy ban phòng chống dịch cúm khoa học quốc gia Anh (SPI), và là thành viên của Nhóm tư vấn khoa học khẩn cấp (SAGE) của Anh đại dịch 2009- 2010. Ông là đồng biên tập của sách giáo khoa Giới thiệu về đại dịch cúm  và là tổng biên tập của tạp chí Influenza và các loại virus hô hấp khác từ 2014 đến 2017.
Đơn vị của ông là một Trung tâm Cộng tác được chỉ định chính thức của WHO về dịch cúm và chuyên nghiên cứu về đại dịch và là nơi đào tạo nghiên cứu 'Kho báu Quốc gia' của Khoa Sức khỏe Cộng đồng Vương quốc Anh.
Từ năm 2014, ông là Chủ tịch Nhóm tư vấn về các mối đe dọa về virus hô hấp mới và đang nổi lên của chính phủ Anh (NERVTAG).
Văn Tâm đã được trao huân chương Đế quốc Anh MBE (quân đội) trong danh hiệu Năm mới năm 1998 với tư cách là Thiếu tá Jonathan Stafford Nguyễn-Văn Tâm, Lực lượng Cadet của Quân đội Lincolnshire. Nó đã được trao công nhận công việc của ông trong việc thiết kế một bộ dụng cụ sơ cứu để đáp ứng các yêu cầu đặc biệt của các nhóm lớn thanh thiếu niên trong các chuyến thám hiểm cắm trại. Điều này xuất phát từ công việc của ông với Cadets Quân đội Lincolnshire từ năm 1988. Ý tưởng của ông đã được Bộ Quốc phòng chấp nhận.
Vào ngày 2 tháng 10 năm 2017, ông đảm nhận vai trò Phó Chủ nhiệm Y tế của Anh Quốc. Ngày 13 tháng 1 năm 2022, ông đã thông báo sẽ dừng chức vụ Phó Chủ nhiệm Y tế để nhận chức vụ Hiệu phó Đại học Nottingham kể từ cuối tháng 3 năm 2022.

## Đại dịch COVID-19
Văn Tâm có một vai trò quan trọng là Phó Chủ nhiệm Y tế trong đại dịch COVID-19 năm 2020. Ông thường xuyên hiện diện trong các cuộc họp báo của chính phủ và nói chuyện với báo chí về tình hình của đại dịch tại Anh.
Trong thông báo vinh danh năm mới 2022 của Nữ Hoàng Elizabeth II, Jonathan Nguyễn Văn Tâm là một trong số những người được vinh danh và nhận tước hiệu Hiệp sĩ của Hoàng gia Anh cho những cống hiến của ông trong đại dịch.

## Gia đình
Ông nội của Văn Tâm là Nguyễn Văn Tâm, biệt danh là "Hùm xám Cai Lậy", từng là Thủ tướng của Quốc gia Việt Nam, và bác của ông là Nguyễn Văn Hinh, Tham mưu trưởng Quân đội Quốc gia Việt Nam và là sĩ quan Việt Nam đầu tiên trong Lực lượng vũ trang Pháp được thăng cấp tướng. Cha của Jonathan, ông Paul Văn Tâm (người Pháp gốc Việt) đã chuyển sang sinh sống và làm việc tại Anh, sau đó kết hôn với bà Elizabeth, và sinh ra ông. Jonathan được biết đến là một cổ động viên trung thành của đội bóng đá Boston United.